# Leptobarbus
Leptobarbus és un gènere de peixos de la família dels ciprínids i de l'ordre dels cipriniformes.

## Taxonomia
- Leptobarbus hoevenii (Bleeker, 1859)
- Leptobarbus hosii (Kottelat & Lim, 1995)
- Leptobarbus melanopterus (Weber & de Beaufort, 1916)
- Leptobarbus melanotaenia (Boulenger, 1894)[2][3][4][5]